# Parti régénérateur
 (mars 2019).
Si vous disposez d'ouvrages ou d'articles de référence ou si vous connaissez des sites web de qualité traitant du thème abordé ici, merci de compléter l'article en donnant les références utiles à sa vérifiabilité et en les liant à la section « Notes et références ».
Le Parti régénérateur fut le parti politique portugais qui domina la période de monarchie constitutionnelle (1820-1910). Plus de la moitié des présidents du Conseil seront issus de ce parti. C'est la partie conservatrice de la mouvance favorable à la monarchie constitutionnelle. Ils alterneront avec le Parti progressiste, plus à gauche. 
Partisans de la Charte constitutionnelle de 1826, ils étaient pour un passage en douceur de l'absolutisme vers le libéralisme, tout en conservant un maximum de prérogatives au roi. 
Les principales figures de ce parti furent le duc de Saldanha, António Augusto de Aguiar et Fontes Pereira de Melo.